# Станьо Станев
Станьо Христов Станев (по стария правопис Станю) е български офицер, генерал-майор.

## Биография
Роден е на 2 март 1925 г. в белослатинското село Враняк, починал 2001 г. в град София.
Завършил Висшето военновъздушно училище в Долна Митрополия. От 1958 до 1963 г. е командир на втора изтребителна авиоескадрила, базирана в Балчик. през 1958 година. След пристигането на МиГ-17 PF в Балчик полкът с новия си командир – майор Станьо Станев става триескадрилен. В периода 1958-май 1963 г. е командир на 27 изтребителен авиополк. Особено интензивна е дейността на 27 иап от 1961 до 1963 година с последния му командир – подполковник Станьо Станев и заместниците му – Кърджилов, Анакиев и Плачков. Достига до звание генерал-майор през 1969 г.
Поне три-четири дни в седмицата се лети на две смени, а понякога и на три. Лошите метеорологични условия, които не са рядкост за Балчик, не могат да спрат устрема да се лети. Още се помни дивизът от това време: „Вали, гърми – СТАНЕВ лети“.
В отделни периоди е инспектор в Инспектората на Министерството на отбраната, командир на втора дивизия ПВО (60-те години) и инспектор в Министерството на отбраната.